# Джон Манч
Джон Манч (англ. John Munch) — персонаж американских телесериалов, полицейский детектив. Сыгран актёром Ричардом Белзером.

## Создание и биография персонажа
Впервые Джон Манч появился в 1993 году в сериале «Убойный отдел». Персонажи этого сериала были основаны на реальных сотрудниках балтиморской полиции, описанных в документальной книге Дэвида Саймона Homicide: A Year on the Killing Streets. Образ Манча создан на основе биографии полицейского Джея Ленсдмана. После закрытия в 1999 году «Убойного отдела» стал постоянным персонажем сериала «Закон и порядок: Специальный корпус».
О биографии Манча известно мало, его возраст нигде не указывается. Он уроженец штата Мэриленд, происходит из еврейской семьи. В юности был хиппи. У него есть брат Бернард, который работает гробовщиком; и двоюродный брат Ли, бухгалтер. В Балтиморе Манч служил в отделе по расследованию убийств, его напарником был детектив Стэнли Боландер. Вместе со своими коллегами Тимом Бейлисом и Мелдриком Льюисом он был совладельцем бара. Манч был четырежды женат, его последняя жена — Билли Лу. После он переехал в Нью-Йорк, где стал расследовать сексуальные преступления.
Манч образован и саркастичен. Одним из персонажей сериала «Закон и порядок: Специальный корпус» он характеризуется как человек, который может «почувствовать заговор в лимонаде, проданном пятилетним ребёнком» (smell a conspiracy at a five-year-old’s lemonade stand).
В 12 эпизоде 1 сезона сериала «Закон и порядок: Специальный корпус» (эпизод «Russian Love Poem»), выясняется, что Манч знает русский язык. Во втором сезоне выясняется, что он знает и древнегреческий язык.

## Появления на экране
- 1993—1999 — Убойный отдел / Homicide: Life on the Street (122 серии)
- 1996—2000 — Закон и порядок / Law & Order (4 серии)
- 1997 — Секретные материалы / The X Files (1 серия)
- 1999 — наст. время — Закон и порядок: Специальный корпус / Law & Order: Special Victims Unit (более 200 серий)
- 2000 — The Beat (1 серия)
- 2000 — Homicide: The Movie
- 2005 — Law & Order: Trial by Jury (1 серия)
- 2006 — Улица Сезам / Sesame Street (1 серия). Персонаж появился в виде куклы-маппета, которую озвучил Джо Маццарино
- 2006 — Замедленное развитие / Arrested Development (1 серия)
- 2008 — Прослушка / The Wire (1 серия)